# Aristarc de Còlquida
Aristarc (en llatí Aristarchus, en grec antic Αρίσταρχος "Arístarkhos"), va ser un príncep de la regió de la Còlquida designat per ocupar el tron per Pompeu Magne al final de les Guerres Mitridàtiques, segons Appià a Ῥωμαϊκά (Ro̱maïká, Història de Roma). Era un magnat o cap local.